# Y-7 (航空機)
Y-7
長安航空のY-7-100（1997年　北京国際空港）
- 用途：旅客機・貨物機
- 分類：ターボプロップ双発機
- 製造者：西安飛機工業公司
- 初飛行：1970年（原型機）[1]
- 生産数：103機
- 運用状況：運用中
- 派生型：KJ-600

Y-7（中国語：运-7）とは、中華人民共和国で製造された多用途ターボプロップ双発旅客機である。
西安飛機工業公司が製造したが、実際には、ソ連・ウクライナのアントノフ設計局（現：ウクライナ・ANTKアントーノウ）の製作したAn-24旅客機（1959年初飛行）をコピー生産（ライセンス生産とする書籍もあり）したものであった。

## 概要

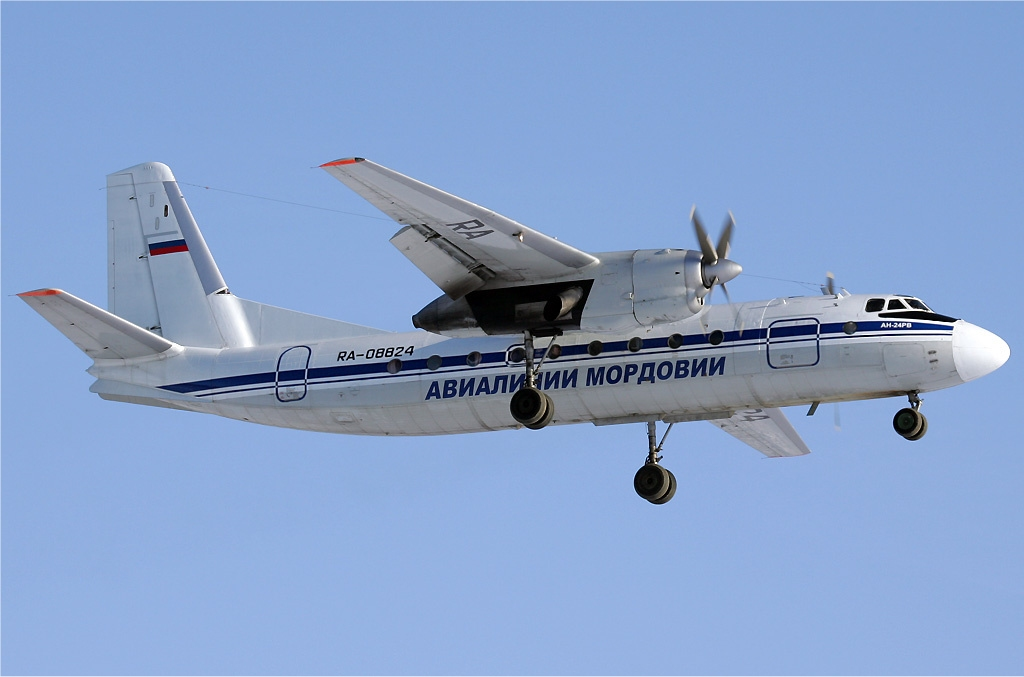
元となったAn-24

Y-7の設計・製作はソ連から輸入したAn-24をデッドコピーして行われた。そのため、両者の区別はつけにくい。ただし中国の技術水準に合せた改良もなされているとされる。
初期生産型は「Y-7」と呼称され、1970年に原型機が初飛行している。外部に公表されたのは1982年4月であり、1984年から量産が開始された。就航開始は1986年。また、1985年に改修型のY-7-100が開発された。また様々な派生型が生産されており、現在では改良された後継型であるY7-500や民間型のMA60が生産されている。
機体は、高翼配置の主翼を有し、主翼中程にターボプロップエンジンを配置している。尾翼は通常形式であるが、垂直尾翼前方にはドーサルフィンが配置されている。
出発点こそデッドコピーであるが、現在においては原型のAn-24から発展して独自の改良が行われている機体であるといえる。

## 派生型
Y-7
初期生産型。
Y-7-100
ウィングレットを装着し、客室装備や操縦系統を近代化した改修型。
Y-7-100C1
機材の変更を行い5人運用としたもの。
Y-7-100C2
機材の変更を行い5人運用としたもの。
Y-7-100C3
機材の変更を行い5人運用としたもの。
Y-7-200A
エンジンをプラット・アンド・ホイットニー・カナダPW127に換装し、操縦系統をアメリカ製に換装し胴体を1m延長した改良型。1993年初飛行。ウィングレットはない。
Y-7-200B
エンジンは中国製のWJ-5A-1Gとして、操縦系統をアメリカ製の機器に更新し、胴体を74cm延長した改良型。1990年初飛行。
Y-7E
高温・高地向けバリエーションで1994年7月に初飛行。それは、ソ連のAn-24の設計に基づいている。
Y-7G
中国空軍向け。
Y-7H-500
貨物機型。
Y-7-500
現在生産中の最新型。
HYJ-7
H-6の訓練型。HM-1A照準機、レーダー、TNL-7880航法システムを搭載。
JZY-01
早期警戒機の実証機（验证机）。6枚プロペラを採用し、WJ-6Cエンジンへ換装、垂直尾翼を4枚に増やしている。艦上型を目指したテストベッドと目されるが、航空母艦運用のためのカタパルト射出用ローンチバーやアレスティング・フックの装備は確認されていない。
MA60
Y-7-MA60とも、西側諸国向けの改良を施したもの。

## 機体性能（Y7-100)
- 運航乗員： 2 名
- 乗客： 52名
- 全幅：29.67m
- 全長：24.22m
- 全高：8.85m
- 空虚重量： 14,988kg
- 最大離陸重量： 21,800kg
- エンジン： 2× 渦奨WJ5A(en)ターボプロップ（2,790shp)
- 巡航速度： 476km/h
- 航続距離： 1,982km